# マディソン・キーズ
マディソン・キーズ（Madison Keys, 1995年2月17日 - ）は、アメリカ合衆国・イリノイ州ロックアイランド出身の女子プロテニス選手。2025年の全豪オープン女子シングルスの優勝者である。WTAランキング自己最高位はシングルス5位、ダブルス56位。これまでにWTAツアーでシングルス10勝を挙げている。身長178cm、体重66kg。右利き、バックハンド・ストロークは両手打ち。

## 来歴
4歳からテニスを始める。2009年にプロに転向。
2009年4月のMPSグループ選手権で主催者推薦でWTA大会に初出場した。1回戦でアーラ・クドゥリャフツェワを 7-5, 6-4 で破り14歳にして初勝利を挙げた。2回戦で当時10位のナディア・ペトロワに 3-6, 2-6 で敗れた。
4大大会は2011年全米オープンに主催者推薦で初出場。1回戦でジル・クレイバスを 6-2, 6-4 で破り4大大会の初勝利を挙げた。2回戦で第27シードのルーシー・サファロバに 6-3, 5-7, 4-6 で敗れた。
2013年全豪オープンでは2回戦で第30シードのタミラ・パシェクを 6-2, 6-1 で破り初めて3回戦に進出した。3回戦では第5シードのアンゲリク・ケルバーに 2-6, 5-7 で敗れた。5月のムチュア・マドリード・オープンではラッキールーザーとしての出場であったが、1回戦で李娜を 6-3, 6-2 で破りトップ10プレイヤーに初めて勝利した。
2014年6月のエイゴン国際で初の決勝に進出した。決勝ではアンゲリク・ケルバーを 6–3, 3–6, 7–5 で破り19歳でツアー初優勝を果たした。
2015年全豪オープンではノーシードから3回戦でペトラ・クビトバを 6-4, 7-5 、準々決勝ではビーナス・ウィリアムズを 6-3, 4-6, 6-4 で破りベスト4に進出した。準決勝ではセリーナ・ウィリアムズに 6-7 (5) 2-6 で敗れた。
2016年6月のエイゴン・クラシックでツアー2勝目を挙げ、6月20日付のランキングで10位となり初のトップ10入りを果たした。2016年8月のリオ五輪で初めてのオリンピックに出場した。準決勝でドイツのアンゲリク・ケルバーに 3-6, 5-7 で敗れた後の3位決定戦でチェコのペトラ・クビトバに 5-7, 6-2, 2-6 で敗れメダルを逃した。
2017年全米オープンで4大大会シングルス初の決勝に進出した。決勝ではアメリカ対決となったスローン・スティーブンスに 3-6, 1-6 で完敗し準優勝者となった。
2018年はツアーの決勝進出はなかったが、4大大会では全豪オープンでベスト8、全仏オープンと2018年全米オープンでベスト4と安定した成績を残している。

## WTAツアー決勝進出結果

### シングルス: 15回 (10勝5敗)
| 大会グレード                  | 大会グレード  |
| 2020年以前                    | 2021年以後    |
| ----------------------------- | ------------- |
| グランドスラム (1–1)          |               |
| WTAファイナルズ (0–0)         |               |
| プレミア・マンダトリー (0–0)  | WTA1000 (0–0) |
| プレミア5 (1–2)               | WTA1000 (0–0) |
| WTAエリート・トロフィー (0–0) |               |
| プレミア (4–2)                | WTA500 (3–0)  |
| インターナショナル (0–0)      | WTA250 (1–0)  |

| 結果   | No. | 決勝日        | 大会           | サーフェス | 対戦相手                     | スコア          |
| ------ | --- | ------------- | -------------- | ---------- | ---------------------------- | --------------- |
| 優勝   | 1.  | 2014年6月21日 | イーストボーン | 芝         | アンゲリク・ケルバー         | 6-3, 3-6, 7-5   |
| 準優勝 | 1.  | 2015年4月12日 | チャールストン | クレー     | アンゲリク・ケルバー         | 2-6, 6-4, 5-7   |
| 準優勝 | 2.  | 2016年5月15日 | ローマ         | クレー     | セリーナ・ウィリアムズ       | 6-7(5-7), 3-6   |
| 優勝   | 2.  | 2016年6月19日 | バーミンガム   | 芝         | バルボラ・ストリコバ         | 6-3, 6-4        |
| 準優勝 | 3.  | 2016年7月31日 | モントリオール | ハード     | シモナ・ハレプ               | 6-7(2-7), 3-6   |
| 優勝   | 3.  | 2017年8月6日  | スタンフォード | ハード     | ココ・バンダウェイ           | 7-6(7-4), 6-4   |
| 準優勝 | 4.  | 2017年9月9日  | 全米オープン   | ハード     | スローン・スティーブンス     | 3-6, 0-6        |
| 優勝   | 4.  | 2019年4月4日  | チャールストン | クレー     | キャロライン・ウォズニアッキ | 7-6(7-5), 6-3   |
| 優勝   | 5.  | 2019年8月18日 | シンシナティ   | ハード     | スベトラーナ・クズネツォワ   | 7-5, 7-6(7-5)   |
| 準優勝 | 5.  | 2020年1月12日 | ブリスベン     | ハード     | カロリナ・プリスコバ         | 4-6, 6-4, 5-7   |
| 優勝   | 6.  | 2022年1月15日 | アデレード2    | ハード     | アリソン・リスク             | 6-1, 6-2        |
| 優勝   | 7.  | 2023年7月1日  | イーストボーン | 芝         | ダリア・カサトキナ           | 6-2, 7-6(15-13) |
| 優勝   | 8.  | 2024年5月25日 | ストラスブール | クレー     | ダニエル・コリンズ           | 6-1, 6-2        |
| 優勝   | 9.  | 2025年1月11日 | アデレード     | ハード     | ジェシカ・ペグラ             | 6-3, 4-6, 6-1   |
| 優勝   | 10. | 2025年1月25日 | 全豪オープン   | ハード     | アリーナ・サバレンカ         | 6-3, 2-6, 7-5   |

## 4大大会シングルス成績
略語の説明
| W | F | SF | QF | #R | RR | Q# | LQ | A | Z# | PO | G | S | B | NMS | P | NH |

W=優勝, F=準優勝, SF=ベスト4, QF=ベスト8, #R=#回戦敗退, RR=ラウンドロビン敗退, Q#=予選#回戦敗退, LQ=予選敗退, A=大会不参加, Z#=デビスカップ/BJKカップ地域ゾーン, PO=デビスカップ/BJKカッププレーオフ, G=オリンピック金メダル, S=オリンピック銀メダル, B=オリンピック銅メダル, NMS=マスターズシリーズから降格, P=開催延期, NH=開催なし.
| 大会           | 2010 | 2011 | 2012 | 2013 | 2014 | 2015 | 2016 | 2017 | 2018 | 2019 | 2020 | 2021 | 2022 | 2023 | 2024 | 2025 | 通算成績 |
| -------------- | ---- | ---- | ---- | ---- | ---- | ---- | ---- | ---- | ---- | ---- | ---- | ---- | ---- | ---- | ---- | ---- | -------- |
| 全豪オープン   | A    | A    | 1R   | 3R   | 2R   | SF   | 4R   | A    | QF   | 4R   | 3R   | A    | SF   | 3R   | A    | W    | 34–10    |
| 全仏オープン   | A    | A    | A    | 2R   | 1R   | 3R   | 4R   | 2R   | SF   | QF   | 1R   | 3R   | 4R   | 2R   | 3R   | QF   | 28–13    |
| ウィンブルドン | A    | LQ   | LQ   | 3R   | 3R   | QF   | 4R   | 2R   | 3R   | 2R   | NH   | 4R   | A    | QF   | 4R   | 3R   | 27–11    |
| 全米オープン   | LQ   | 2R   | LQ   | 1R   | 2R   | 4R   | 4R   | F    | SF   | 4R   | 3R   | 1R   | 3R   | SF   | 3R   |      | 33–13    |